# Blackbird (Lied)
Blackbird (englisch für ‚Amsel‘, übersetzt ‚Schwarzvogel‘; früher auch Jargon für ‚schwarzes Mädchen‘) ist der Titel eines Lieds der Band The Beatles, das von Paul McCartney komponiert wurde, aber wie üblich mit dem Copyright Lennon/McCartney versehen wurde. Das Stück wurde am 22. November 1968 auf Seite 2 der ersten Platte des als „White Album“ bekannten Doppelalbums The Beatles veröffentlicht. McCartney singt und spielt darauf allein das Lied.

## Entstehung
Paul McCartney komponierte Blackbird 1968 auf seiner Farm in Schottland. Er selbst nannte als Inspiration für die Musik, basierend auf einer dem Stil von Chet Atkins in Trambone, von Colin Manley mit der Band The Remo Four ähnlichen Fingerpicking-Gitarrenbegleitung, ein Stück von Johann Sebastian Bach, das George Harrison und er selbst häufig auf Partys auf der Gitarre gespielt hatten. Dabei handelt es sich um die Bourrée in e-Moll aus der sogenannten Lautensuite BWV 996.

„Zur Struktur dieses Stücks gehört eine besondere harmonische Verknüpfung zwischen Melodie und Baßbegleitung, was mich von Anfang an faszinierte.“

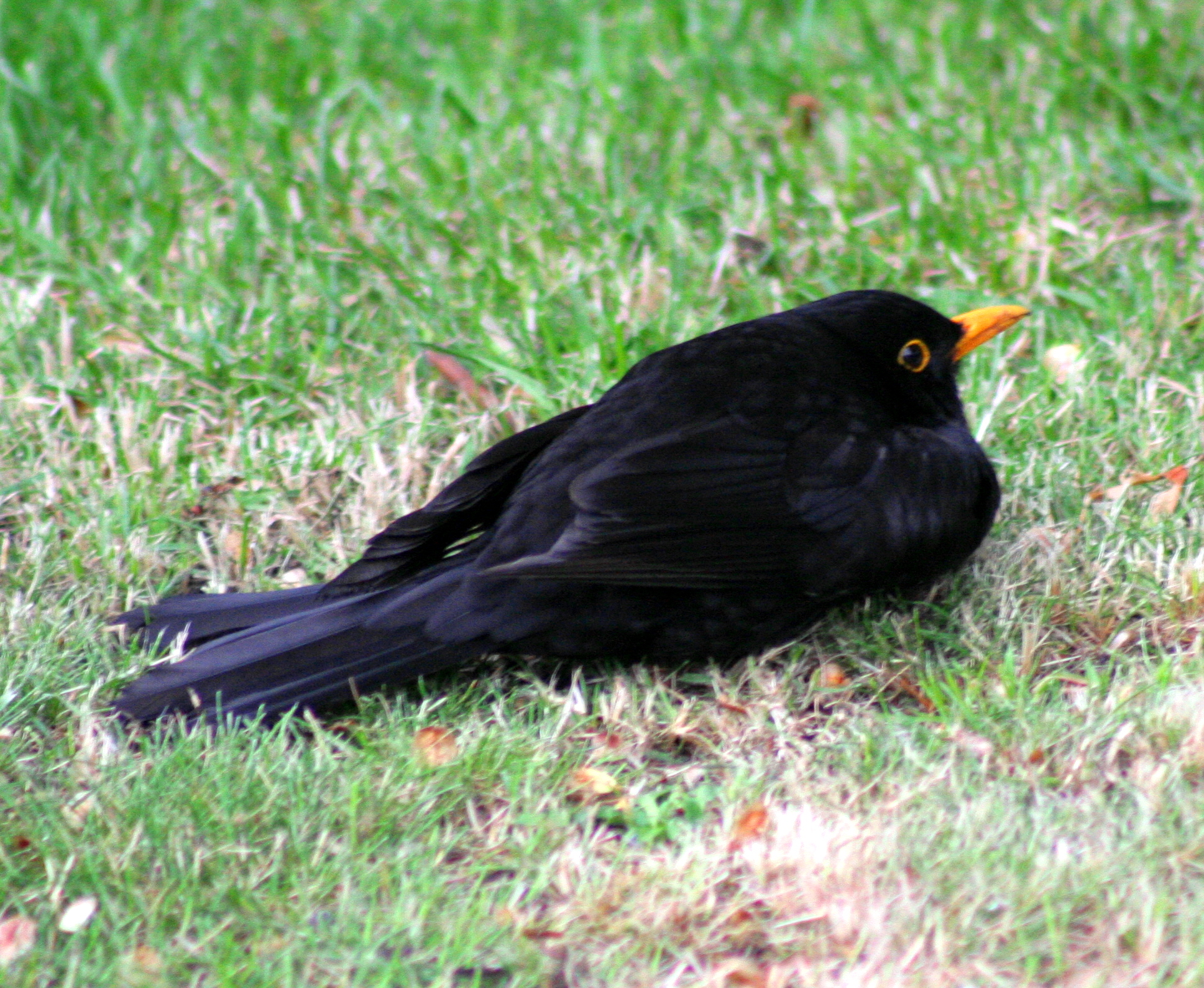
Amsel, englischer Name: Blackbird

Der Text entstand mit Blick auf die Bürgerrechtsbewegung und die damit verbundenen Unruhen in den USA im Frühling 1968, wenige Wochen nach der Ermordung von Martin Luther King jr. Er handelt von einer afroamerikanischen Frau, die der alltäglichen Diskriminierung in den USA ausgesetzt ist. Die Amsel (englisch Blackbird) mit gebrochenen Flügeln, eingefallenen Augen und der Sehnsucht nach Freiheit steht dabei symbolisch für diese Frau.

„Anstatt konkret zu werden und von einer ‚schwarzen Frau in Little Rock‘ zu singen, wurde diese Frau zum Vogel, ein Symbol, das die Zuhörer dann auf ihr spezielles Problem beziehen konnten.“

Blackbird gehört zu den Esher Demos, die Ende Mai 1968 im Haus von George Harrison aufgenommen wurden.

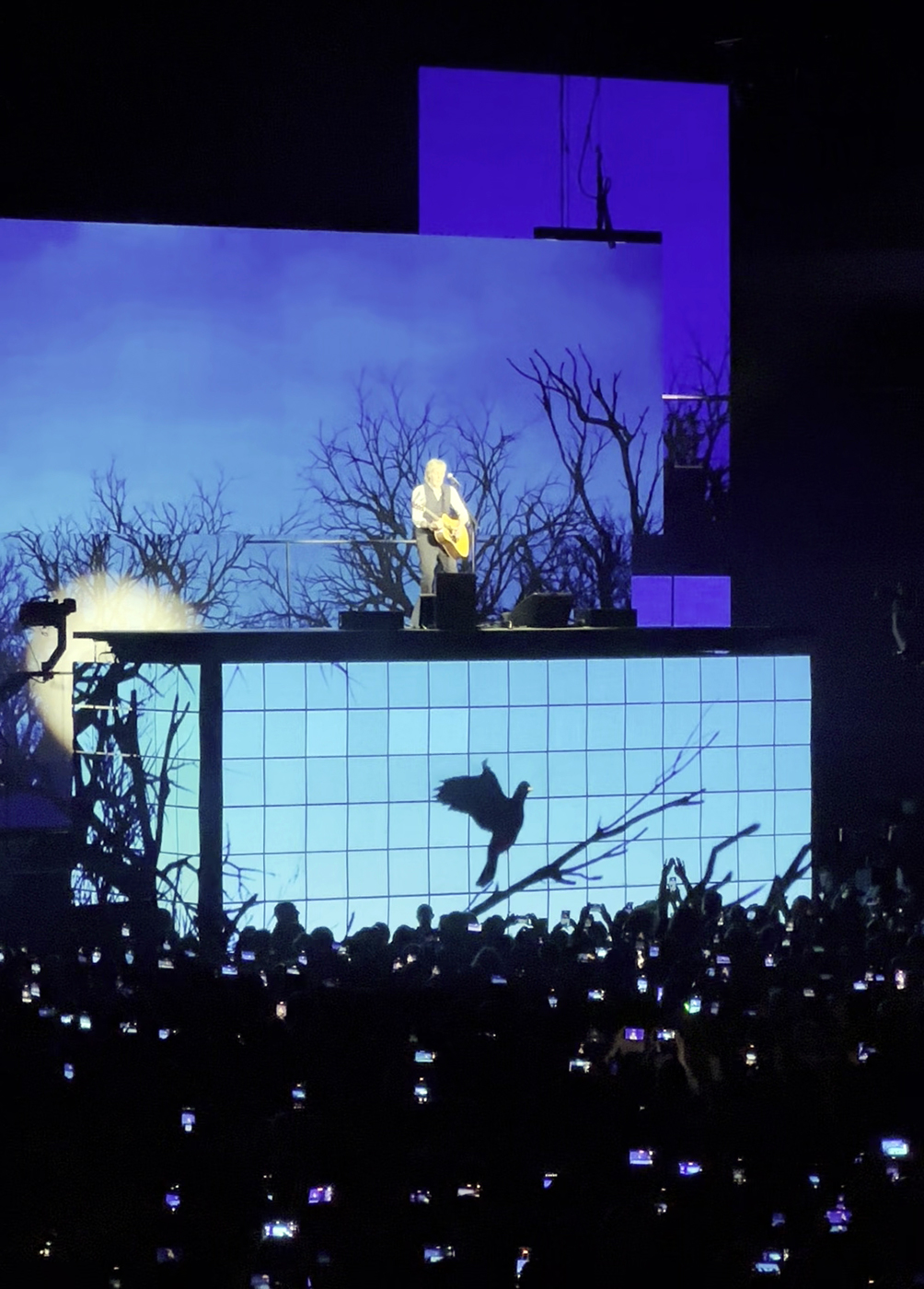
Paul McCartney singt Blackbird in Madrid, Dezember 2024

Blackbird gehört zu den zehn meist gestreamten Liedern von den Beatles auf Spotify (Stand März 2025).

## Aufnahme
Paul McCartney nahm Blackbird ohne Beteiligung der anderen Beatles am 11. Juni 1968 in Studio 2 der Abbey Road Studios auf. Er benötigte dafür 32 Takes. Die Aufnahme besteht aus einer Gitarrenspur, zum Einsatz kam McCartneys Martin D-28, McCartneys Gesang, der an wenigen Stellen (im Refrain-Teil als Chorus) mit Overdubs ergänzt wurde, und beigemischtem Gesang eines Amselmännchens aus dem Ton- bzw. Soundarchiv des Studios in den Räumen der ehemaligen Plattenfirma EMI. Außerdem ist zu hören, wie der Takt mit dem Fuß auf den Boden getreten wird. Das Lied wurde in einer Mono- und einer Stereoversion abgemischt, bei denen sich auch der Gesang der Amsel unterscheidet.

## Veröffentlichungen
- Am 22. November 1968 erschien in Deutschland das 13. Beatles-Album The Beatles, auf dem Blackbird enthalten ist. In Großbritannien wurde das Album ebenfalls am 22. November veröffentlicht, dort war es das zehnte Beatles-Album. In den USA erschien das Album drei Tage später, am 25. November, dort war es das 16. Album der Beatles.
- Eine alternative Version von Blackbird wurde nach der Trennung der Gruppe im Oktober 1996 veröffentlicht. Auf dem Kompilationsalbum Anthology 3 ist Take 4 vom 11. Juni 1968 zu hören.
- Auf dem Remix-Album Love, veröffentlicht am 20. November 2006, dient eine Gitarrenpassage von Blackbird als Einleitung für Yesterday.
- Am 9. November 2018 erschien die 50-jährige Jubiläumsausgabe des neu abgemischten Albums The Beatles (Super Deluxe Box), auf dieser befindet sich eine bisher unveröffentlichte Version (Take 28) von Blackbird sowie das Esher-Demo in einer neuen Abmischung von Giles Martin und Sam Okell.
- Am 10. November 2023 wurde das Kompilationsalbum 1967–1970 erneut wiederveröffentlicht. Auf diesem befindet sich erstmals Blackbird, hier in der von Giles Martin und Sam Okell 2018 neu abgemischten Version.

## Coverversionen
Es gibt über 600 Coverversionen von Blackbird.
Blackbird war eines der ersten Beatles-Lieder, das Paul McCartney nach der Trennung der Gruppe in seinen Konzerten spielte – erstmals während seiner USA-Tournee mit den Wings 1975/1976. Eine Liveversion dieser Konzerte erschien auf dem Album Wings over America. Dabei kehrte Paul McCartney das Copyright auf dem Cover in „McCartney/Lennon“ um. 1991 erschien eine weitere Livefassung auf dem Album Unplugged (The Official Bootleg), die im Rahmen der Reihe MTV Unplugged aufgenommen worden war. 2002 folgte die dritte Liveaufnahme, entstanden während der McCartney-USA-Tournee im selben Jahr, veröffentlicht auf den Alben Back in the U.S. und Back in the World. Das Stück war ebenfalls im Programm von McCartneys Konzerttournee 2009 und eine Version erschien auf dem Album Good Evening New York City. Eine weitere Studioversion von 1974 erschien 2024 auf dem Album One Hand Clapping.
Die Band Alter Bridge benutzt bei einigen ihrer Liveauftritte, unter anderem auch auf der DVD Live from Amsterdam, Ausschnitte des Beatles-Songs für die Einleitung ihres gleichnamigen Liedes Blackbird.
Zahlreiche weitere Künstler nahmen das Lied auf, unter anderem Justin Hayward, Maria João (Album Undercovers), Bobby McFerrin (solo auf The Voice), Sarah McLachlan, Jaco Pastorius und Carly Simon. Crosby, Stills, Nash & Young sangen das Lied 1969 auf dem Woodstock-Festival.
Während der Oscarverleihung 2016 untermalte Dave Grohl das Gedenken an Akteure der Filmbranche, die im zurückliegenden Jahr verstarben, mit dem Song Blackbird auf einer Akustikgitarre.
2019 wurde auf dem Album Animal Requiem eine vom Royal Philharmonic Orchestra und dem Chamber Choir of London unter der Leitung von Robert Ziegler orchestrierte Version von Blackbird veröffentlicht. Die orchestralen Overdubs erfolgten auf der 1968er Beatles-Version.
Beyoncé veröffentlichte 2024 eine Coverversion auf ihrem Album Cowboy Carter, dabei wurde die Gitarrenbegleitung sowie das Fußklopfen der 1968er Originalaufnahme mit Erlaubnis von Paul McCartney verwendet. Diese Version hatte den abweichenden Titel Blackbiird und erreichte Platz 27 der US-amerikanischen Billboard-Charts.

## Auszeichnungen für Musikverkäufe
| Land/Region                  | Auszeichnungen für Musikverkäufe (Land/Region, Auszeichnung, Verkäufe) | Verkäufe |
| ---------------------------- | ---------------------------------------------------------------------- | -------- |
| Dänemark (IFPI)              | Gold                                                                   | 45.000   |
| Neuseeland (RMNZ)            | Platin                                                                 | 30.000   |
| Spanien (Promusicae)         | Gold                                                                   | 30.000   |
| Vereinigtes Königreich (BPI) | Gold                                                                   | 400.000  |
| Insgesamt                    | 3× Gold · 1× Platin ·                                                  | 505.000  |

Hauptartikel: The Beatles/Auszeichnungen für Musikverkäufe